# Anacleto Medina
Anacleto Medina y Biera (Las Víboras, Colônia ) foi um militar uruguaio.
Filho de Luis Bernardo Medina e de Petrona Biera, falecida no ano de seu nascimento, foi batizado em 26 de julho de 1788. Participou da Guerra Cisplatina, tendo se destacado na batalha de Ituzaingó, em Camacuá e em Padre Filiberto, tendo sido um dos poucos chefes uruguaios que não lutou ao lado de Juan Antonio Lavalleja.
Durante a Guerra Grande, em  9 de janeiro de 1844,  quando vinha reforçar a cidade de Salto, com 50 cavaleiros, foi atacado por Giuseppe Garibaldi com 186 legionários e 100 homens comandados pelo coronel Bernardino Baez, porém é ajudado pelo general Servando Gómez  na Batalha de San Antonio,  por volta das onze da manhã.
Faleceu durante a Batalha de Manantiales, no departamento de Colônia, executado em 17 de julho de 1871.